# Rosaleda de Coburgo

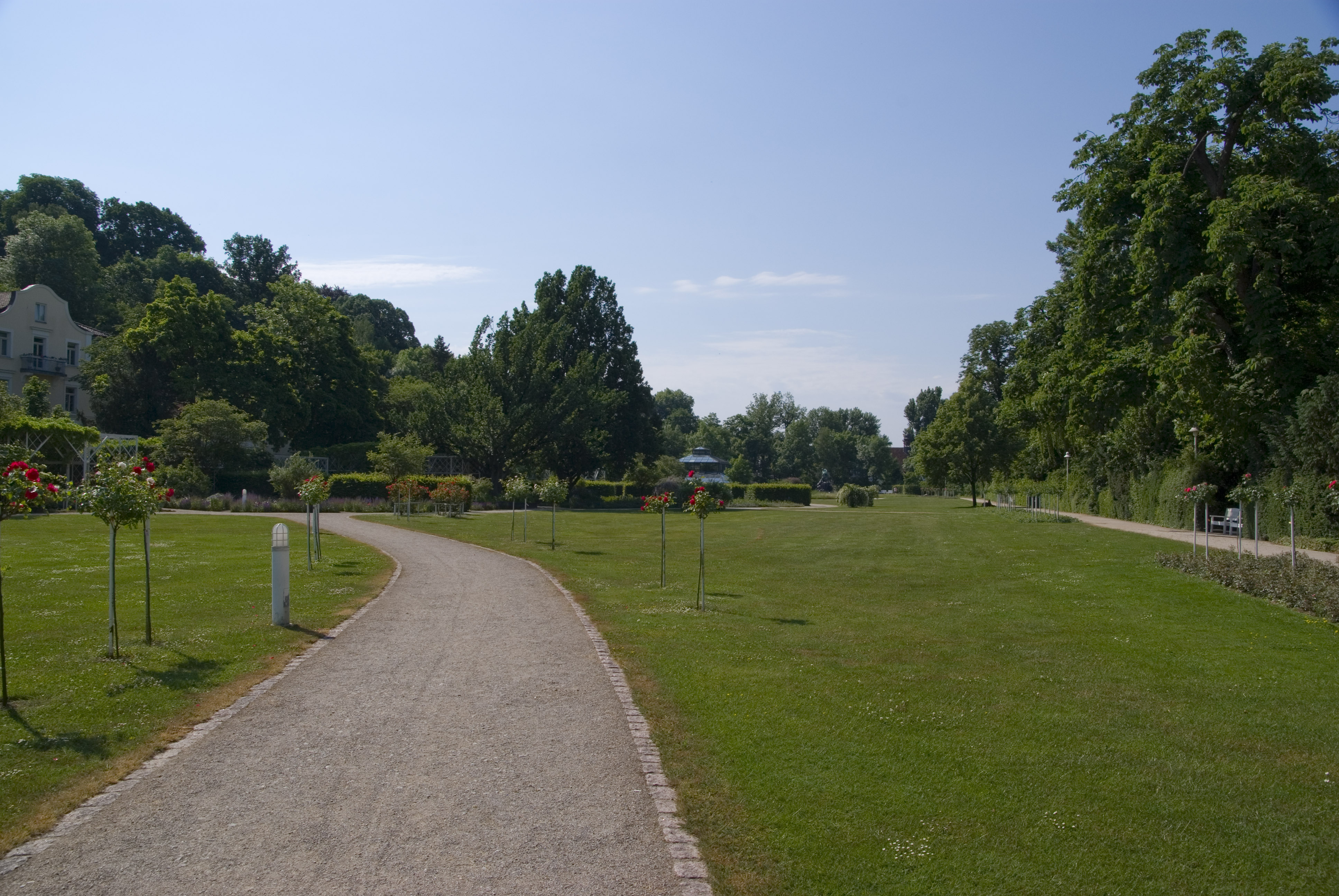
La Rosaleda de Coburgo, vista general.

La Rosaleda es un parque de Coburgo, situado en el barrio de Ketschendorf, entre el Ketschentor (una de las puertas de la ciudad) y la Angerturnhalle (sala polivalente). Antes sobre este sitio se extendía un prado, el Zollbauernwiese, que fue comprado por el municipio en 1846. En 1906, del lado meridional de la Rosaleda se crea la Fuente del Déluge (Sintflutbrunnen) por el artista, natural de la ciudad, Ferdinand Lepcke. El apogeo de la Rosaleda tiene lugar en 1929., con una manifestación nacional sobre el tema de la rosa, el Deutsche Rosenschau, que atrae unos 200 000 visitantes. Actualmente, la Rosaleda es un espacio de distensión para los habitantes de Coburgo. 

## Remodelaciones
Cuando en 1962 se construyó el Palacio de congresos de Coburgo (Kongresshaus Coburg), la Rosaleda conoció una importante remodelación. El parque que tenía múltiples esquinas y recovecos se convierte en un espacio abierto y claro; por otro lado se arreglan grandes céspedes, principalmente hacia el centro del parque. La Rosaleda pierde su encanto debido a la reestructuración radical y los ciudadanos están descontentos. Entre 1987 y 1988 la Rosaleda se transforma de nuevo, esta vez velando por respetar un aspecto más natural. Desde entonces, la Rosaleda alberga 72 especies de rosas, se construyó un invernadero albergando palmeras y se acondicionó un pequeño biotopo.
Desde que la Rosaleda es una zona de ocio atractiva en el centro de la ciudad. Aunque hay calles contiguas al parque, la exposición al ruido es muy escasa. Además debido a la densidad de las plantaciones y la importante superficie del parque, se distingue poco la ciudad desde la Rosaleda. Los habitantes utilizan los céspedes como lugar de comida y distensión. Desde el 2007,  anualmente se celebra una fiesta en la Rosaleda, el Sintflutbrunnenfest.

## Placas conmemorativas
Dos placas conmemorativas se encuentran en la Rosaleda. La primera honra a Johann Strauss, que se casó en el ayuntamiento de Coburgo y allí vivió más tarde hasta su muerte. El segundo se colocó en memoria de Julius Popp, creador de la Rosaleda.

## Palmenhaus
Al sur de la Rosaleda se encuentra la « Palmenhaus » (casa de la palmera), que se abrió el 10 de marzo de 1984 y ocupa una superficie de 255 metros cuadrados. El edificio (20mx15m) se subdivide en varias partes. Se encuentran especies de orquídeas, de bambús, de cactus, de palmeras y también algunos animales, tal como peces. La entrada es gratuita. 

## Palacio de congresos
Al norte de la Rosaleda se encuentra el palacio de congresos (Kongresshaus). El edificio es una construcción moderna y presenta una gran transparencia, gracias a una importante superficie esmaltada. En el interior hay dos grandes salas para los congresos y otras ceremonias, sumando 1100 plazas, y otras de menor importancia, para las conferencias y reuniones. Hay también un restaurante con una terraza que ofrece una amplia vista sobre la Rosaleda a sus visitantes.

## El futuro del lugar
El futuro de la Rosaleda y el palacio es dudoso. El Neue Innenstadt Konzept (“nuevo concepto para el centro”) prevé cambios radicales. Se prevé renovar el palacio de congresos y alterar la Rosaleda, entre otras cosas desplazando la Fuente del Déluge al norte del parque. La naturaleza exacta de los trabajos y su fecha de principio no se conocen aún, en el momento que tenga lugar un concurso de arquitectos.

## Galería de fotos

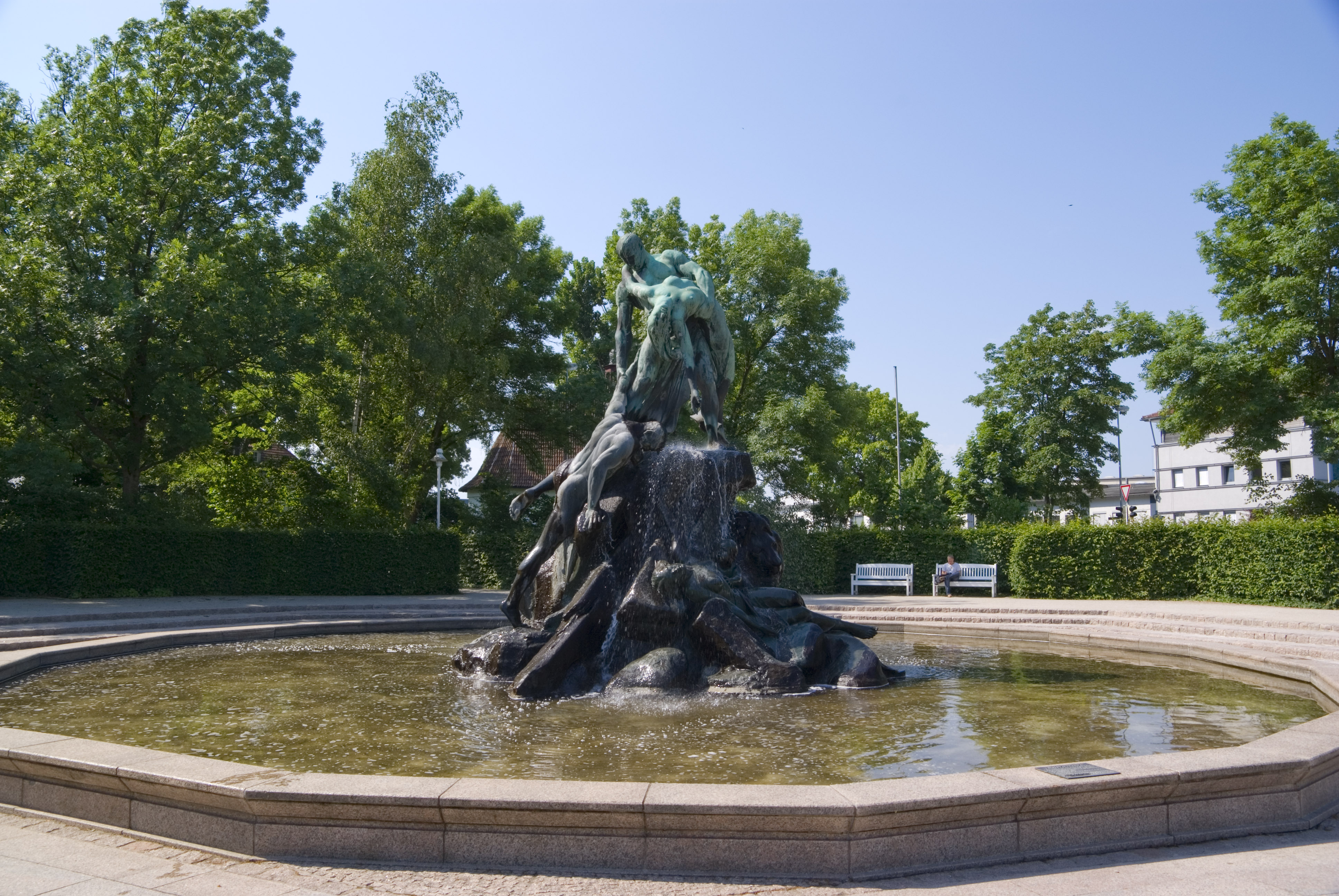
La Fuente de Déluge
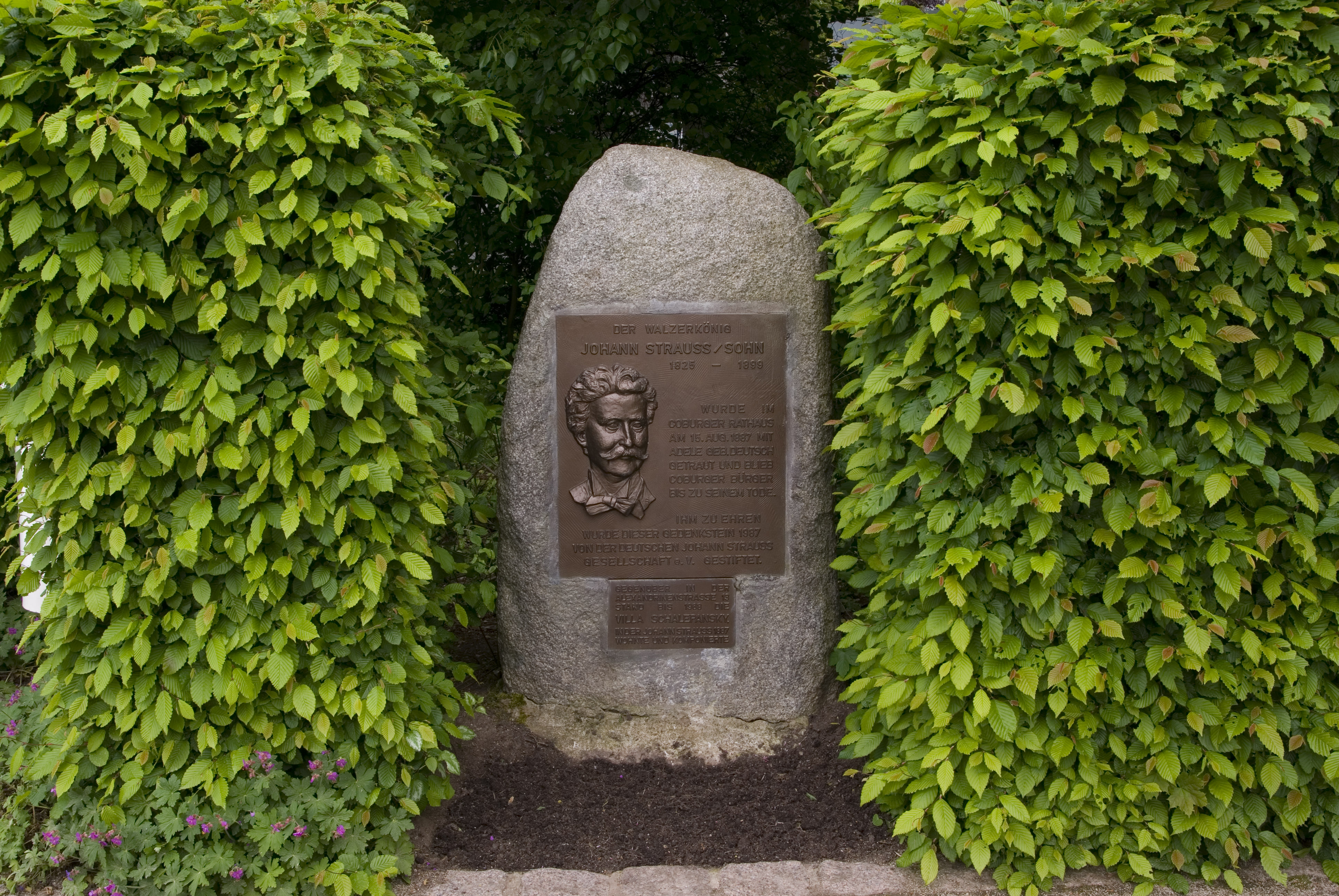
Placa conmemorativa en honor de Johann Strauss.
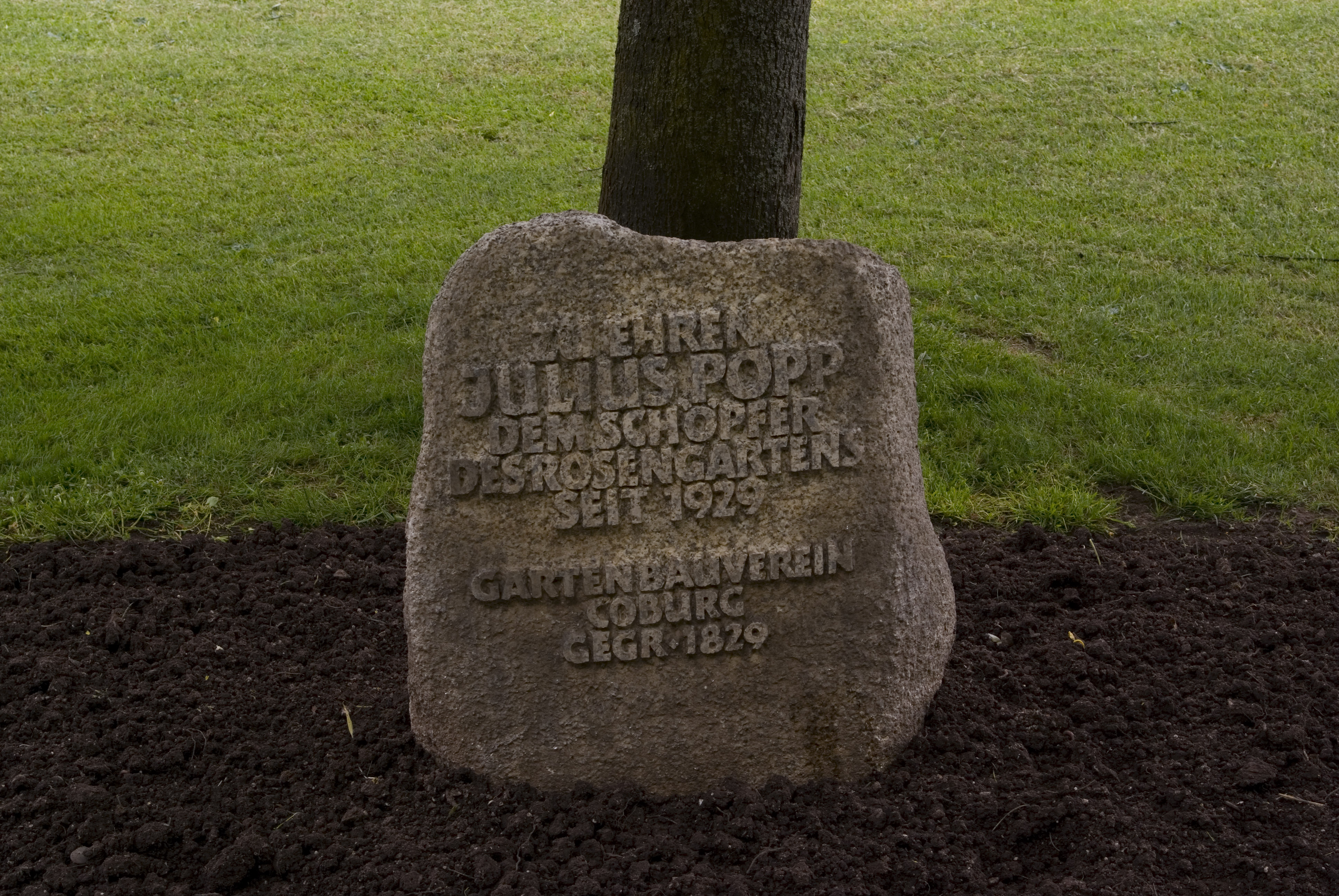
Placa conmemorativa en honor de Julius Popp.
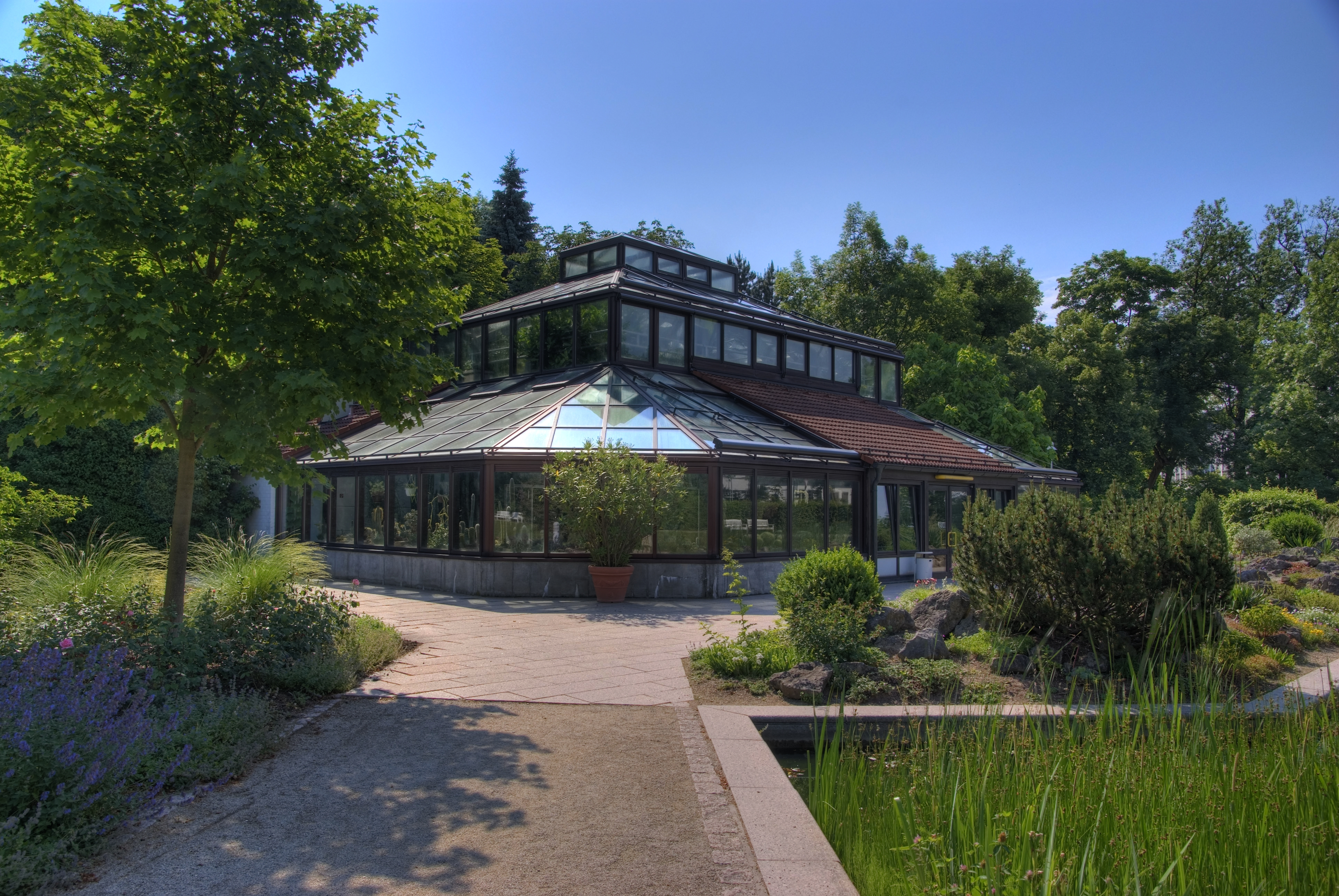
La palmeraie.
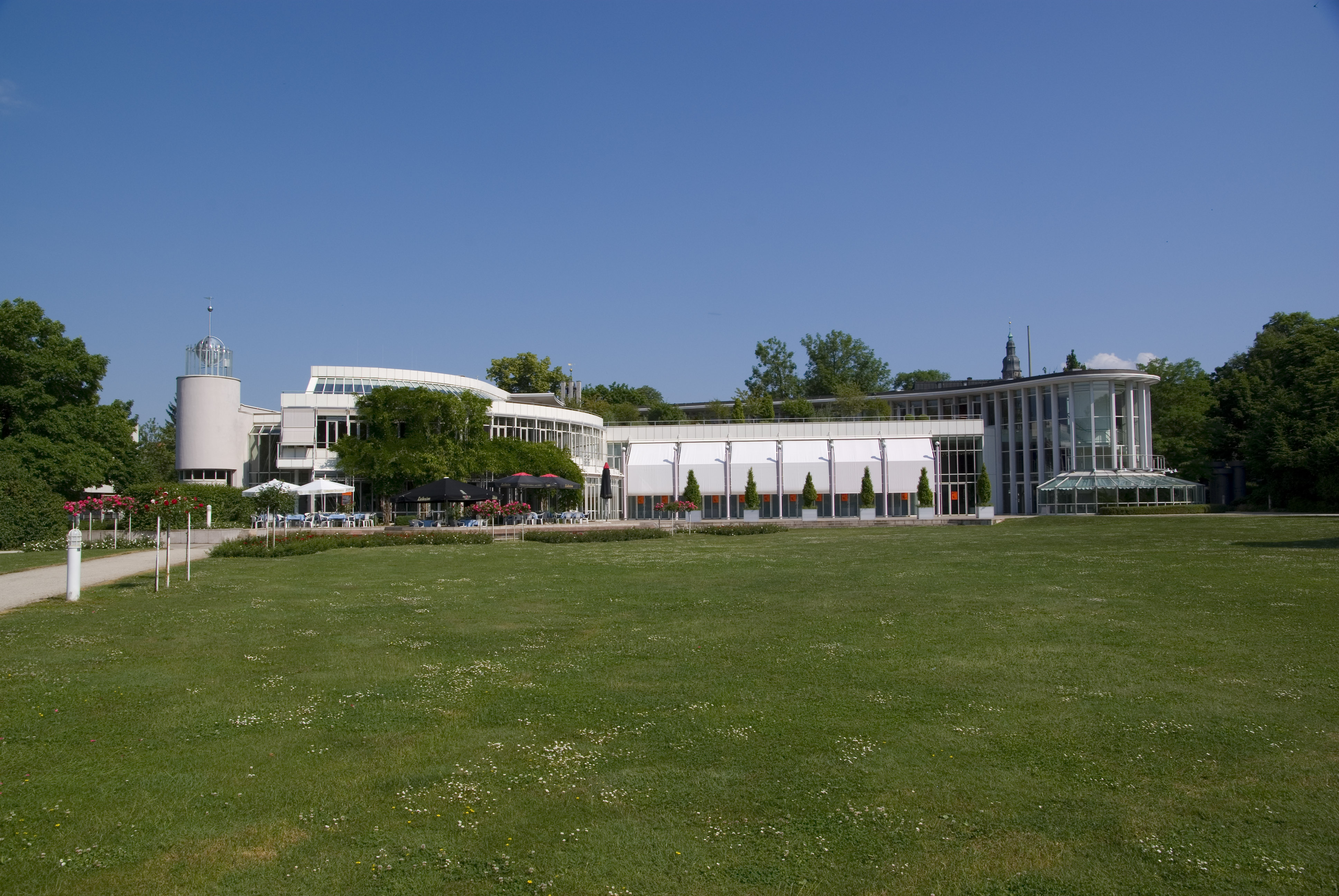
Palacio de Congresos visto desde el parque.
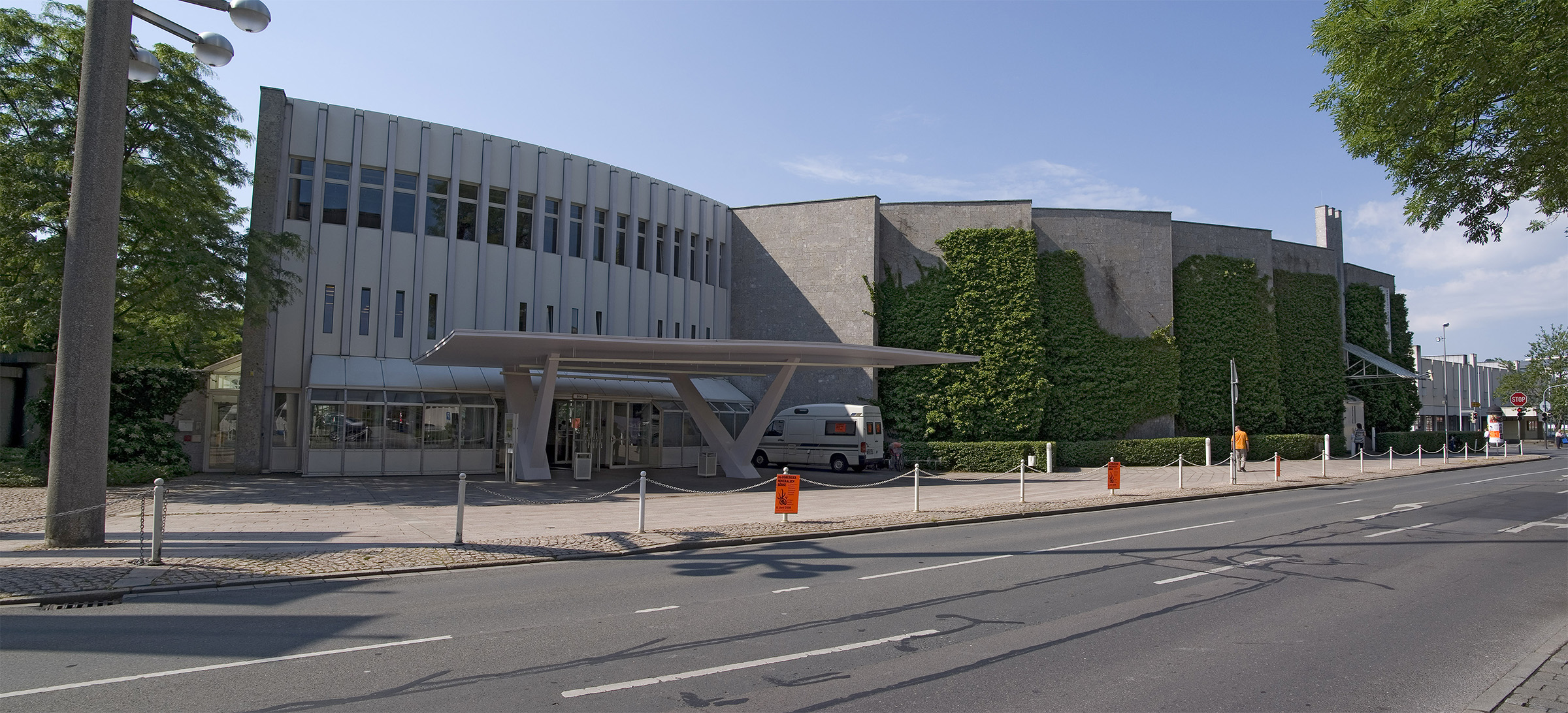
Palacio de Congresos visto desde la calle.

## Literatura
- Peter Morsbach, Otto Titz: Stadt Coburg. Ensembles-Baudenkmäler-Archäologische Denkmäler. Denkmäler in Bayern. Band IV.48. Karl M. Lipp Verlag, München 2006, ISBN 3-87490-590-X